# Dramatic Theme
«Dramatic Theme» (с англ. — «Драматическая тема») — инструментальная композиция группы Pink Floyd с альбома 1969 года More — саундтрека к фильму More Барбета Шрёдера. Представлена на второй стороне LP шестым по счёту треком и тринадцатым завершающим треком всего альбома. «Dramatic Theme» является одной из шести композиций, написанных всеми участниками группы. В издании альбома More на CD в числе авторов композиции отмечены только Роджер Уотерс и Ричард Райт. «Dramatic Theme» представляет собой вариацию композиции «Main Theme».
В фильме «More» «Dramatic Theme» сопровождает кадры, в которых главный герой Стефан, вернулся домой из бара первым и прождал всю ночь возвращения оставшейся в баре с Вольфом Эстеллы. Стефан снова делает себе инъекцию героина несмотря на то, что совсем недавно решил отказаться от наркотиков. Композиция является последним музыкальным фрагментом, звучащим в фильме, если не считать очень короткого фрагмента «Green Is the Colour».

## Участники записи
- Дэвид Гилмор — электрогитара;
- Роджер Уотерс — бас-гитара;
- Ричард Райт — орган Фарфиса;
- Ник Мейсон — ударные.